# Cmentarz żydowski w Bojanowie
Cmentarz żydowski w Bojanowie – kirkut mieścił się w Bojanowie przy ul. Michała Drzymały. W czasie okupacji hitlerowskiej uległ całkowitej dewastacji. Nie zachowały się na nim żadne fragmenty macew. Nekropolia zajmowała teren o powierzchni 0,25 ha.